# Sand to Snow National Monument

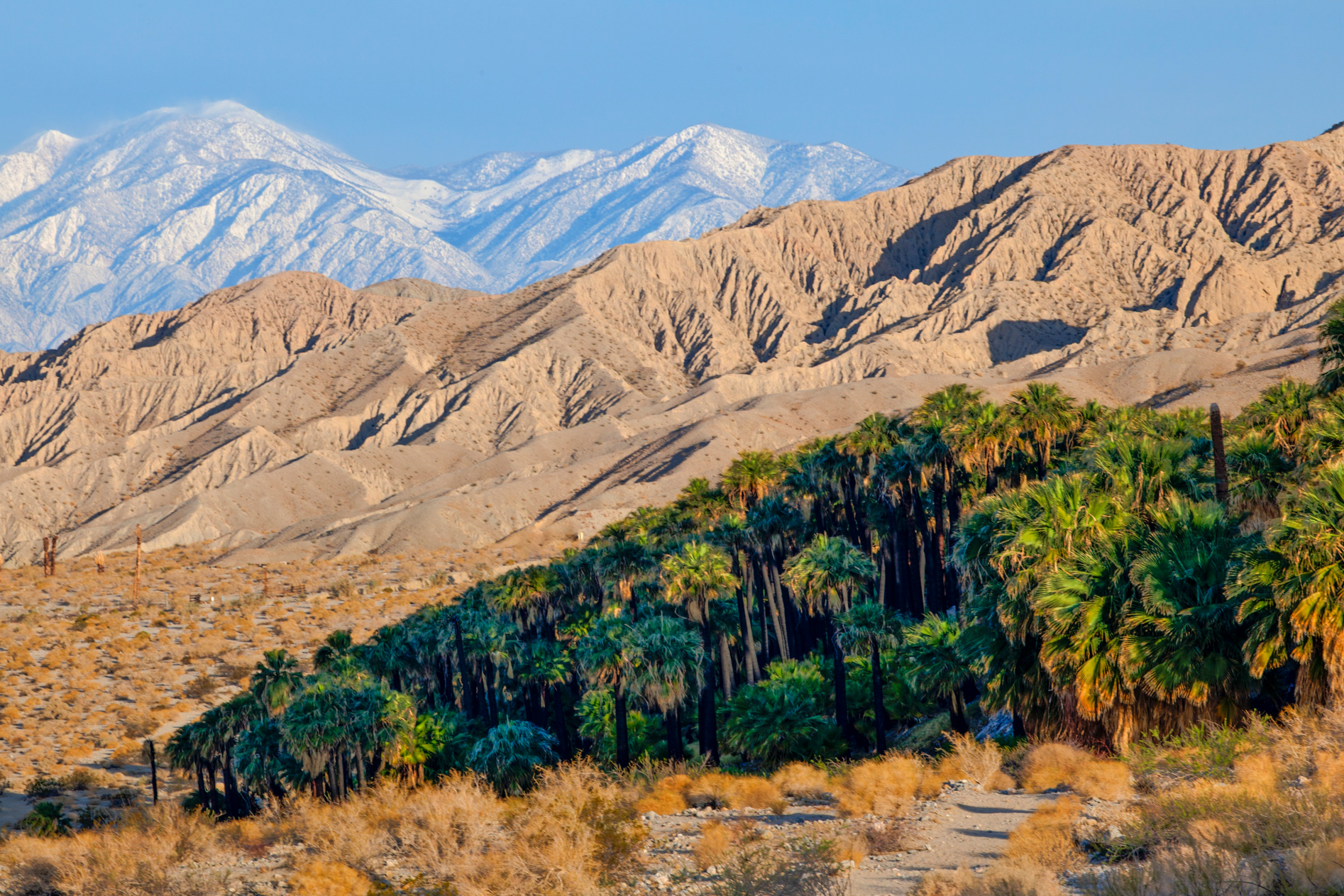
Sand to Snow National Monument

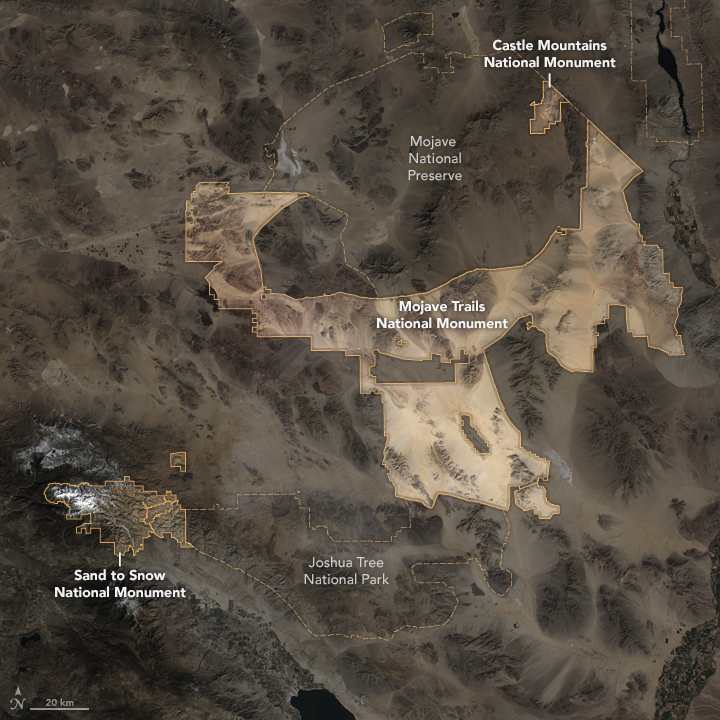
Castle Mountains National Monument und andere Schutzgebiete in der Mojave-Wüste

Das Sand to Snow National Monument ist ein US-amerikanisches National Monument im San Bernardino County und im Riverside County im Südosten Kaliforniens. Es wurde durch Präsident Barack Obama durch eine Presidential Proclamation am 12. Februar 2016 mit einer Flächengröße von 154.000 Acres (623 km²) ausgewiesen. Der nördliche Teils des Sand to Snow National Monument liegt in der Mojave-Wüste und der südliche in der Colorado-Wüste. Das National Monument besteht aus zwei separaten Teilflächen. Neben der großen Hauptfläche gibt es in den Bighorn Mountains weiter nördlich eine kleinere Teilfläche. Das Sand to Snow National Monument grenzt im Osten an den Joshua Tree National Park und im Westen an den San Bernardino National Forest. Bereits vor der Ausweisung als National Monument waren große Teile als Wilderness Area ausgewiesen. 100.000 Acres liegen in der San Gorgonio Wilderness und 26.543 Acres in der Bighorn Mountain Wilderness. Das National Monument umfasst Landflächen im Eigentum der US-Regierung. Das National Monument wird vom Bureau of Land Management und US Forest Service betreut. Der US Forest Service betreut 71.000 Acres durch den San Bernardino National Forest und das Bureau of Land Management 83.000 Acres durch den California Desert District.

## Beschreibung
Wegen der diversen Pflanzengemeinschaften im Gebiet wie Wüste, Chaparral, Eichenwälder, Nadelwälder und alpinen Ökosysteme ist das Sand to Snow National Monument das botanisch reichste National Monument in den Vereinigten Staaten. In der Wüste befinden sich auch Sanddünen. Die Höhenlage geht von 300 m im Coachella Valley auf über 3,400 m in den San Bernardino Mountains. Es wurden mehr als 1.600 Pflanzenarten nachgewiesen. Der Gebietsteil Big Morongo Canyon ist ein bedeutendes Gebiet für Wasservögel. Im Sand to Snow National Monument wurden 240 verschiedene Vogelarten nachgewiesen.

## Sonstiges
Durch das Sand to Snow National Monument verlaufen 24 Meilen des Pacific Crest Trails. Im Gebiet befinden sich geschätzte 1.700 Petroglyphen früher Indianerkulturen.
Das Sand to Snow National Monument wurde durch das zwanzig Jahre alte Sand to Snow Wilderness Interface Project des Naturschutzvereins The Wildlands Conservancy inspiriert, das mehr als 60.000 Acres (24.000 ha) privat finanzierten Landerwerb umfasste. The Wildlands Conservancy schuf die vier eigenen Schutzgebiete Whitewater Preserve, Mission Creek Preserve, Pioneertown Mountains Preserve und Big Morongo Canyon Preserve. Die drei Schutzgebiete sind Teil des Sand to Snow National Monuments. Privatgrundstücke innerhalb der Grenzen des National Monumentes sind nicht Teil des Schutzgebietes. Diese Privatgrundstücke können nur Teil des National Monuments werden, sofern sie freiwillig von den Vereinigten Staaten erworben werden können. Erwirbt der Bund Privatgrundstücke innerhalb des National Monument, so werden diese Grundstücke Teil des Schutzgebietes. Die Ausweisung des National Monuments hat keinen Einfluss auf die Rechte von Eigentümern von Grundstücken, welche sich nicht im Eigentum der USA befinden im oder an den Grenzen des Schutzgebietes.